# Teixit ossi
El teixit ossi és una varietat de teixit connectiu caracteritzat per tenir una matriu extracel·lular i calcificada amb cèl·lules allotjades en llacunes. Aquest tipus de teixit respon a estímuls mecànics i a influències metabòliques nutricionals o endocrines. Té el seu origen en el mesènquima.

## Funcions
- Constituent principal de l'esquelet adult.

- Protecció d'òrgans vitals.

- Allotja la medul·la òssia.

- Ajuda als músculs en la producció de moviment.

- Manté els nivells de calci.

## Components
El teixit ossi té una abundant matriu extracel·lular, una característica compartida per la majoria de teixits connectius. Aquesta matriu està formada per:
- Part orgànica (també anomenada osteoide)
  - Fibres de col·lagen tipus I
  - Substància fonamental amorfa:
    - Proteoglucans que contenen condroitín sulfat i queratan sulfat. Els proteoglucans de l'os contenen menys glucosaminglucans que els del cartílag.
    - Glucoproteïnes estructurals.

- Part inorgànica. Formada per calci, fòsfor, magnesi, potassi i sodi. El calci i el fòsfor formen cristalls de hidroxiapatita en forma de prismes hexagonals.

## Criteris de classificació
- Segons l'estructura macroscòpica 
  - Teixit ossi esponjós o trabecular. Formant trabècules. Delimiten els espais comunicats per medul·la òssia.
  - Teixit ossi compacte. Formant una massa sòlida contínua.

- Segons estructura microscòpica.
  - Teixit ossi immadur o primari. És el primer a formar-se durant el desenvolupament fetal i la reparació òssia. Conté osteòcits desordenats i la matriu òssia està menys mineralitzada que en el madur. Les fibres col·làgenes no tenen una orientació definida.
  - Teixit ossi madur o secundari. És el cridat a substituir al primari, i es caracteritza per una major mineralització de la matriu òssia. A més els osteòcits són menys nombrosos i amatents regularment entre unes laminil·les on les fibres col·làgenes, ara si, tenen una orientació paral·lela.